# Andrus Aug
Andrus Aug (* 22. Mai 1972 in Tartu) ist ein ehemaliger estnischer Radrennfahrer.

## Karriere
Mit dem Porvoon ajot gewann er 2000 das älteste finnische Eintagesrennen. Andrus Aug begann seine Karriere als Radprofi 2001 bei Amore e Vita. Gleich in seinem ersten Jahr gewann er den GP Istria, insgesamt fünf Etappen bei der Tour du Maroc sowie zwei Tageserfolge beim Course de la Solidarité Olympique. Im folgenden Jahr wechselte er dann zu De Nardi. Hier war er weiterhin erfolgreich und gewann jeweils eine Etappe bei der Friedensfahrt, beim Course de la Solidarité Olympique und bei der Polen-Rundfahrt. 2004 fuhr er ein Jahr für Domina Vacanze, bevor er 2005 zum italienischen ProTeam Fassa Bortolo wechselte. Beim Giro del Trentino gewann er in diesem Jahr eine Etappe. Ab 2006 fuhr Aug für das Professional Continental Team Acqua e Sapone. 
Er war Teilnehmer der Olympischen Sommerspiele 2004 in Athen. Im olympischen Straßenrennen schied er aus. 2007 beendete er seine sportliche Laufbahn.

## Palmarès
1996
- Estnischer Meister im Straßenrennen

2001
- zwei Etappen Course de la Solidarité Olympique

2002
- eine Etappe Friedensfahrt
- eine Etappe Course de la Solidarité Olympique
- eine Etappe Polen-Rundfahrt

2005
- eine Etappe Giro del Trentino

2008
- Estnischer Meister im Kriterium

## Teams
- 2001 Amore & Vita-Beretta
- 2002 De Nardi-Pasta Montegrappa
- 2003 De Nardi-Colpack
- 2004 Domina Vacanze
- 2005 Fassa Bortolo
- 2006 Acqua & Sapone
- 2007 Ceramica Flaminia